# Outeniqua
Outeniqua is een hopvariëteit, gebruikt voor het brouwen van bier.
Deze hopvariëteit is een “bitterhop”, bij het bierbrouwen voornamelijk gebruik voor zijn bittereigenschappen. Deze Zuid-Afrikaanse diploïde variëteit is het resultaat van een kruising tussen Atlas en een Joegoslavische mannelijke plant. Deze hopvariëteit werd gekweekt voor deze omgeving en kan groeien met minder uren daglicht dan de oorspronkelijke hopvariëteiten.

## Kenmerken
- Alfazuur: 12 – 13,5%
- Bètazuur: 4,1 – 5,1%
- Eigenschappen: mild, aangenaam en licht kruidig